# 糙黃蓋鰈
糙黃蓋鰈為輻鰭魚綱鰈形目鰈亞目鰈科的其中一種，為温帶海水魚，分布於北太平洋區，從朝鮮半島、日本海至白令海、加拿大海域，棲息深度0-700公尺，體長可達49公分，棲息在底層水域，以水螅、軟體動物、海星等為食，生活習性不明，為高經濟價值食用魚及遊釣魚。

## 扩展阅读
- 比目魚

## 外部連結
維基物種上的相關：糙黃蓋鰈
- Yellowfin Sole Research （页面存档备份，存于） - NOAA Fischeries （页面存档备份，存于）